# クレイヴァルヴァトン湖
クレイヴァルヴァトン (氷語: Kleifarvatn、「崖の湖」の意) はアイスランドにある湖。

## 概要
クレイヴァルヴァトンはレイキャネース半島で最大の湖で、地質学的には大西洋中央海嶺により半島に生じた一連の裂け目 (fissure) の南部にあたる場所にある。湖までは道路があり、セールトゥン (Seltún) あるいはクリースヴィーク (Krýsuvík) と呼ばれる辺りなど、付近のには地表の温度の高い場所が二箇所ある。湖の水深は最大 97 m である。
湖は2000年の地震で生じた地割れにより縮小しはじめ、面積は元の半分以下にまでに小さくなったが、2008年ごろから面積が増加傾向に転じたため、地割れは埋まり始めているのではないかと見られている。

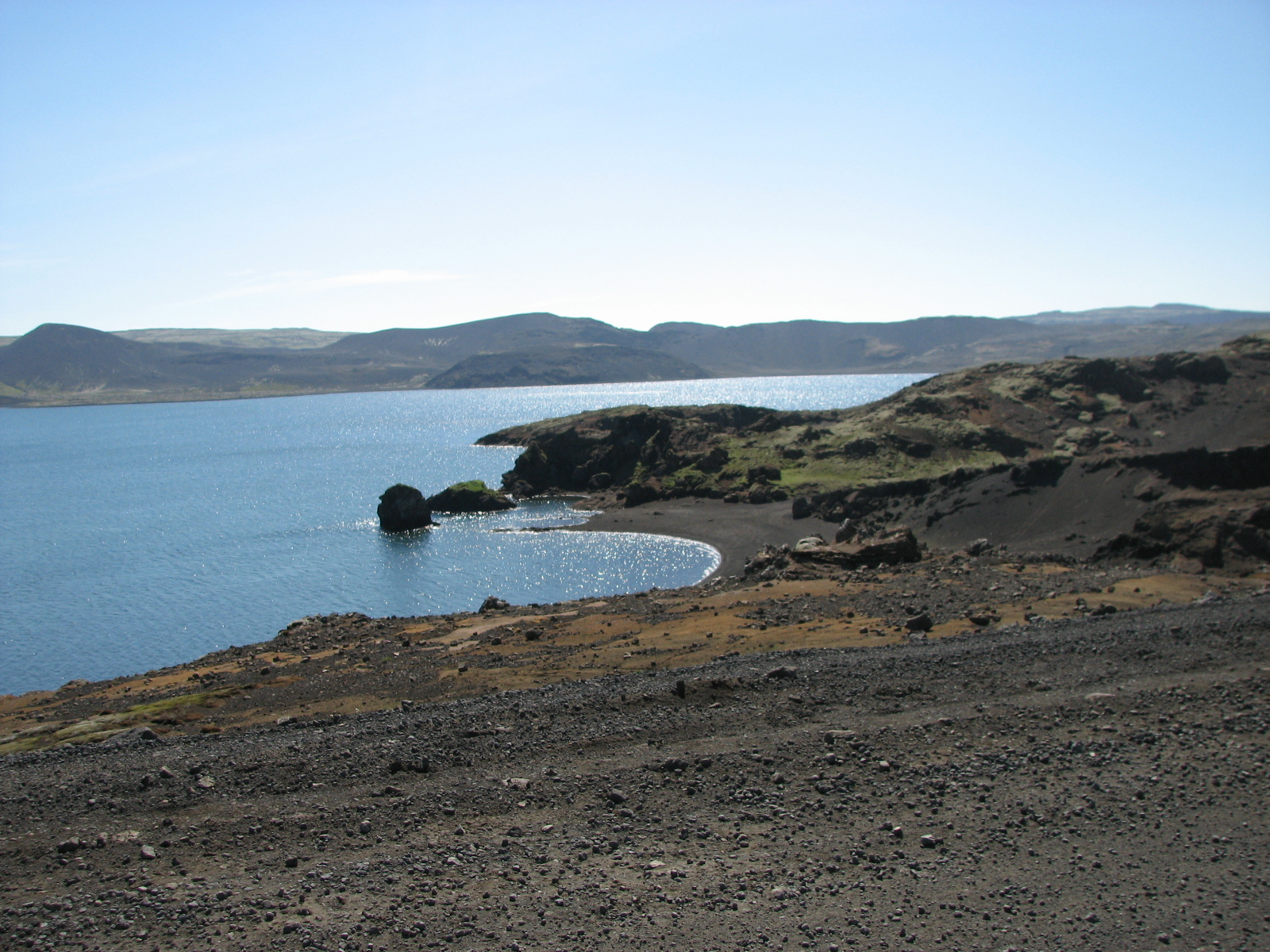
クレイヴァルヴァトン近景 (2004年)
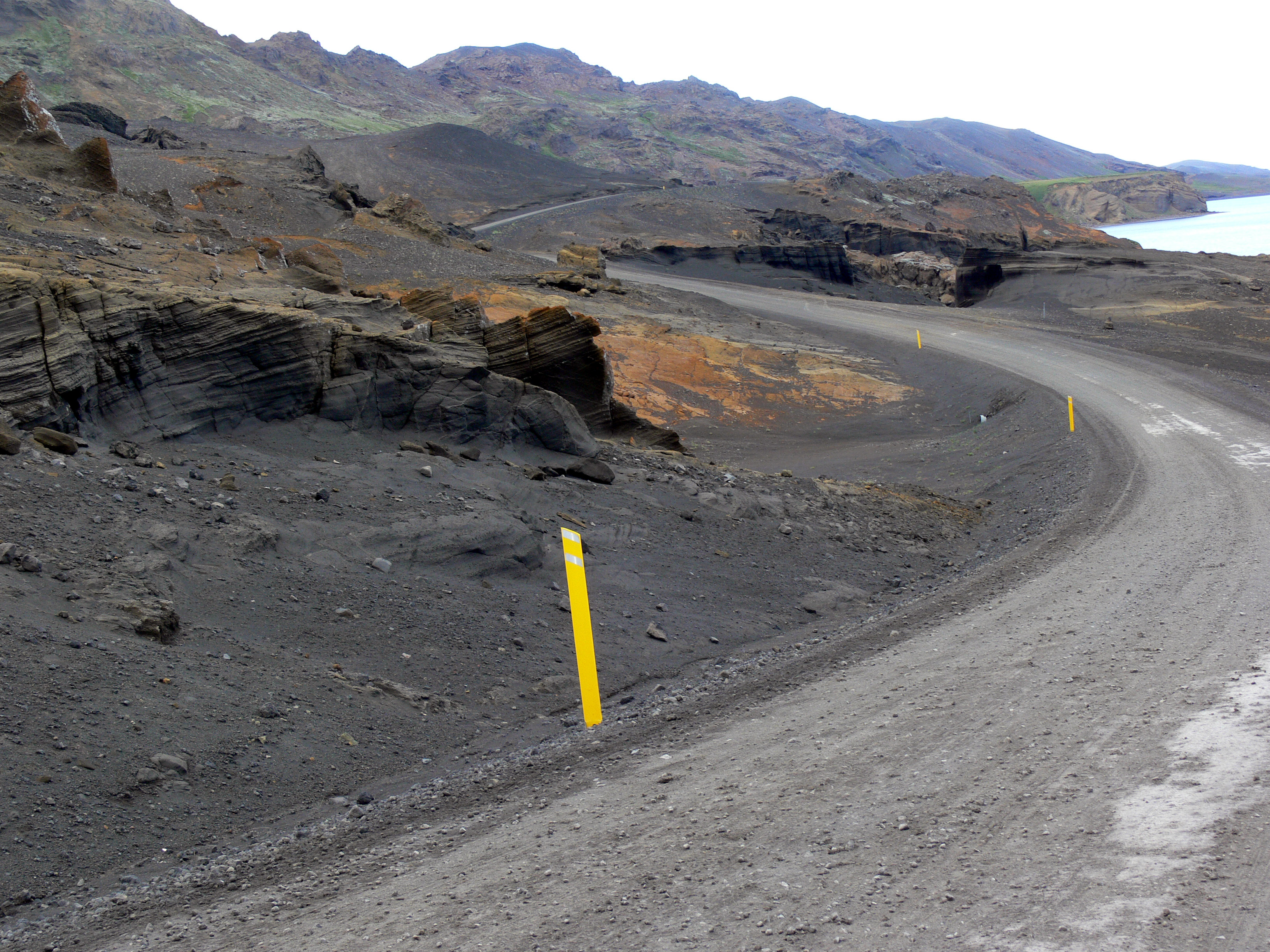
クレイヴァルヴァトン沿岸の道路 (2008年)
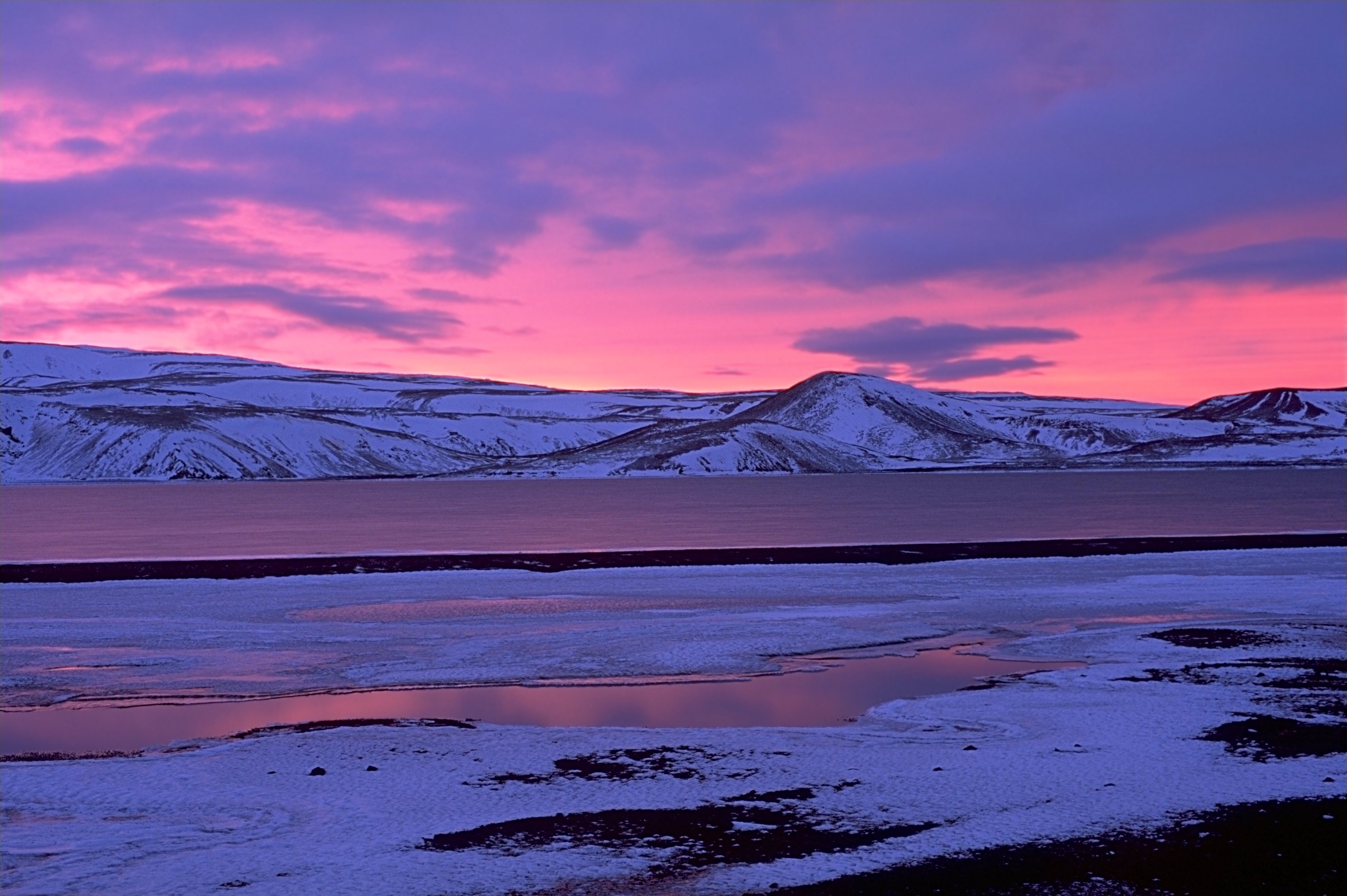
冬のクレイヴァルヴァトン (2003年)
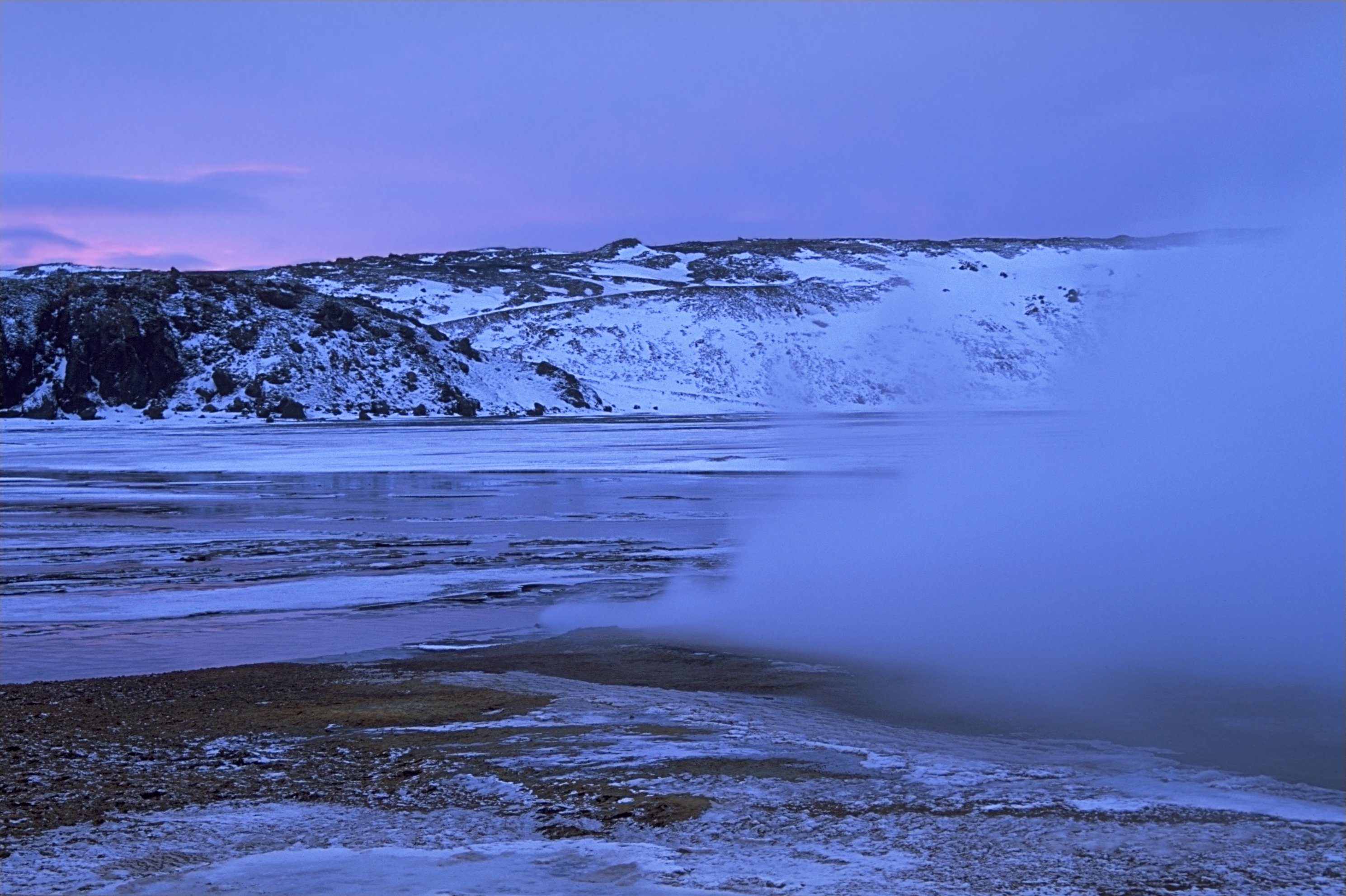
クレイヴァルヴァトン沿岸 (2003年)
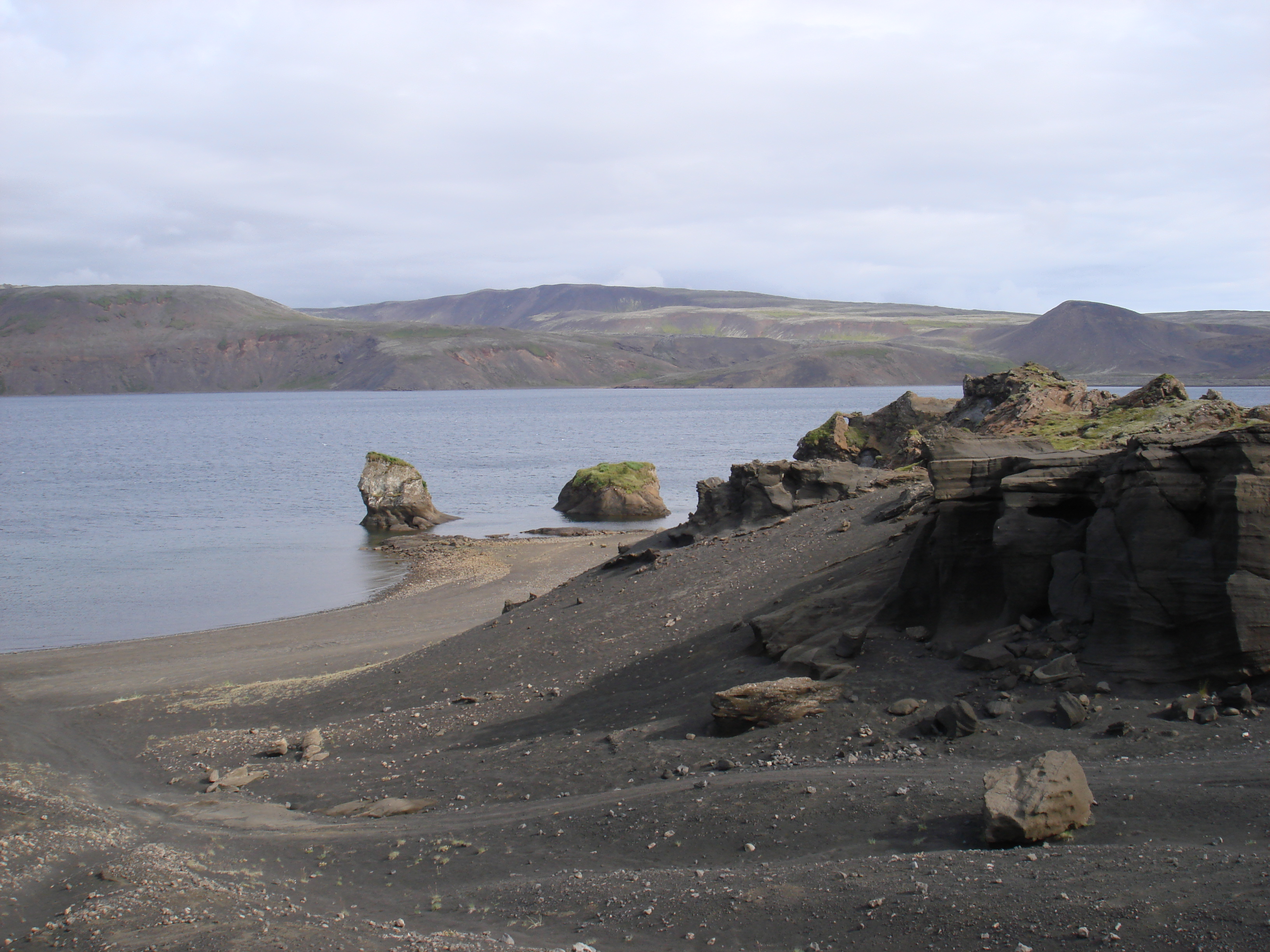
クレイヴァルヴァトン沿岸 (2008年) 火山性の砂礫で沿岸は黒く見える。
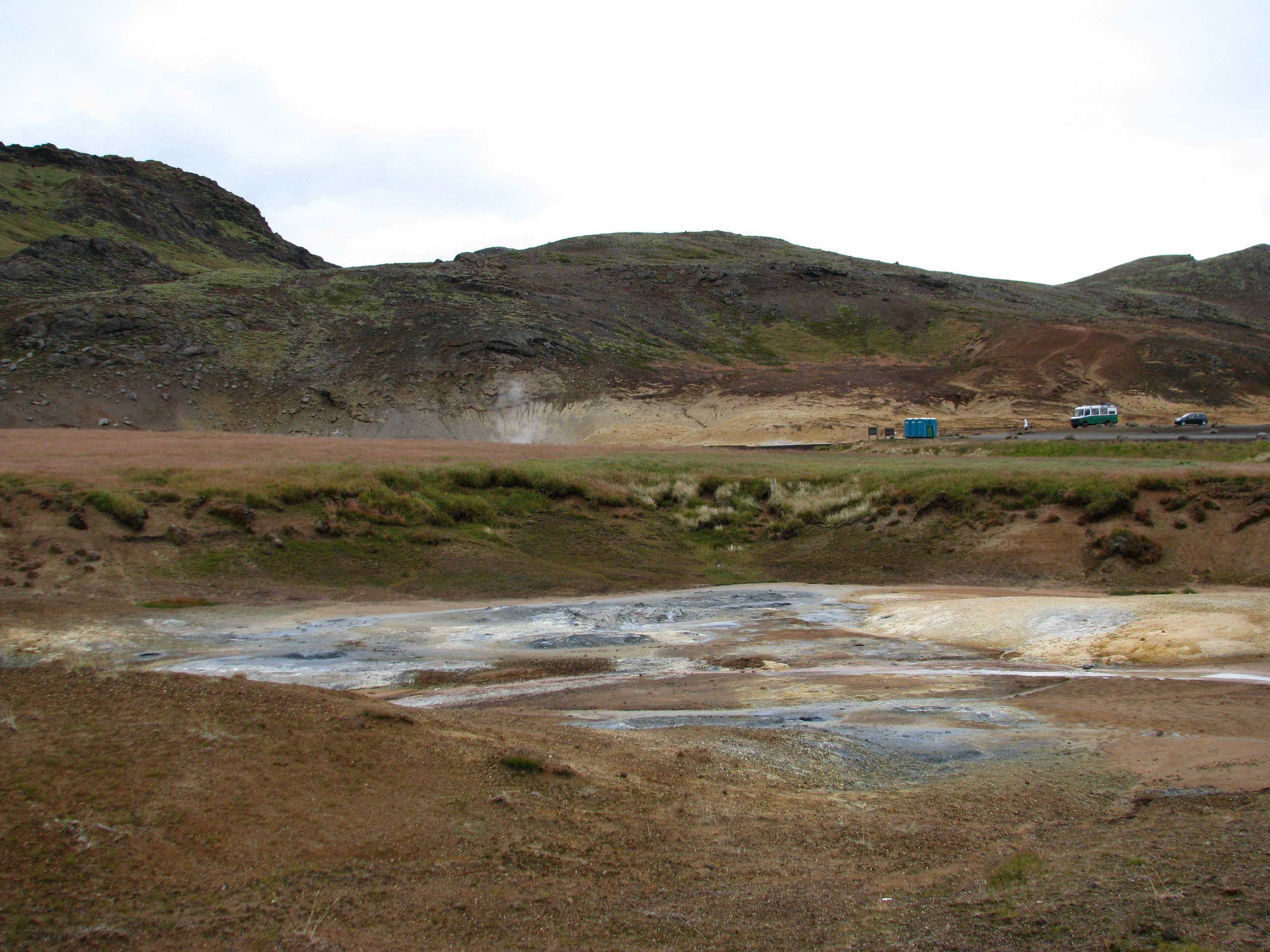
セールトゥン (2009年)
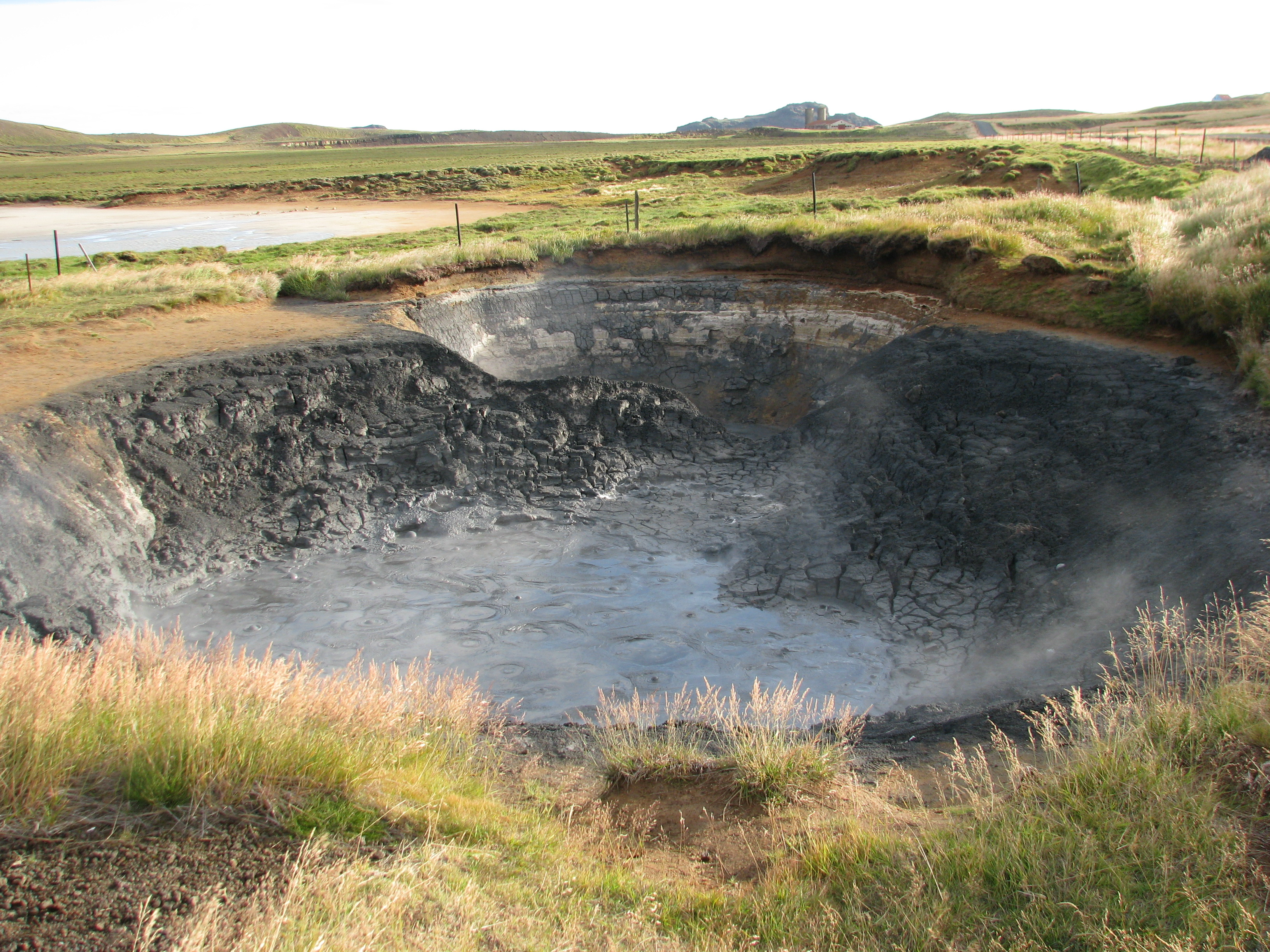
フーリポトルル (Fúlipollur、2009年)
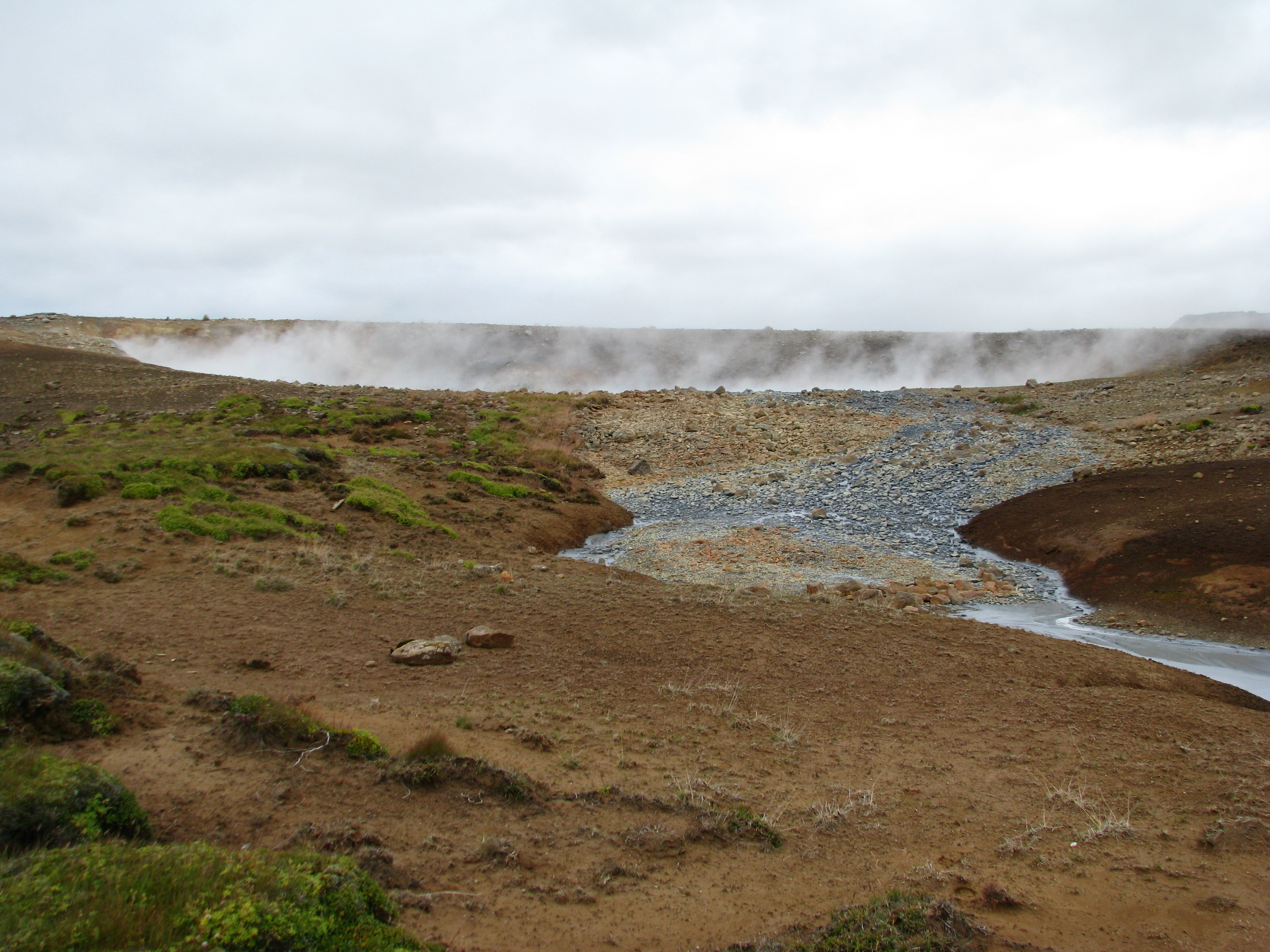
オイストルエンギャクヴェル (Austurengjahverr、2009年)
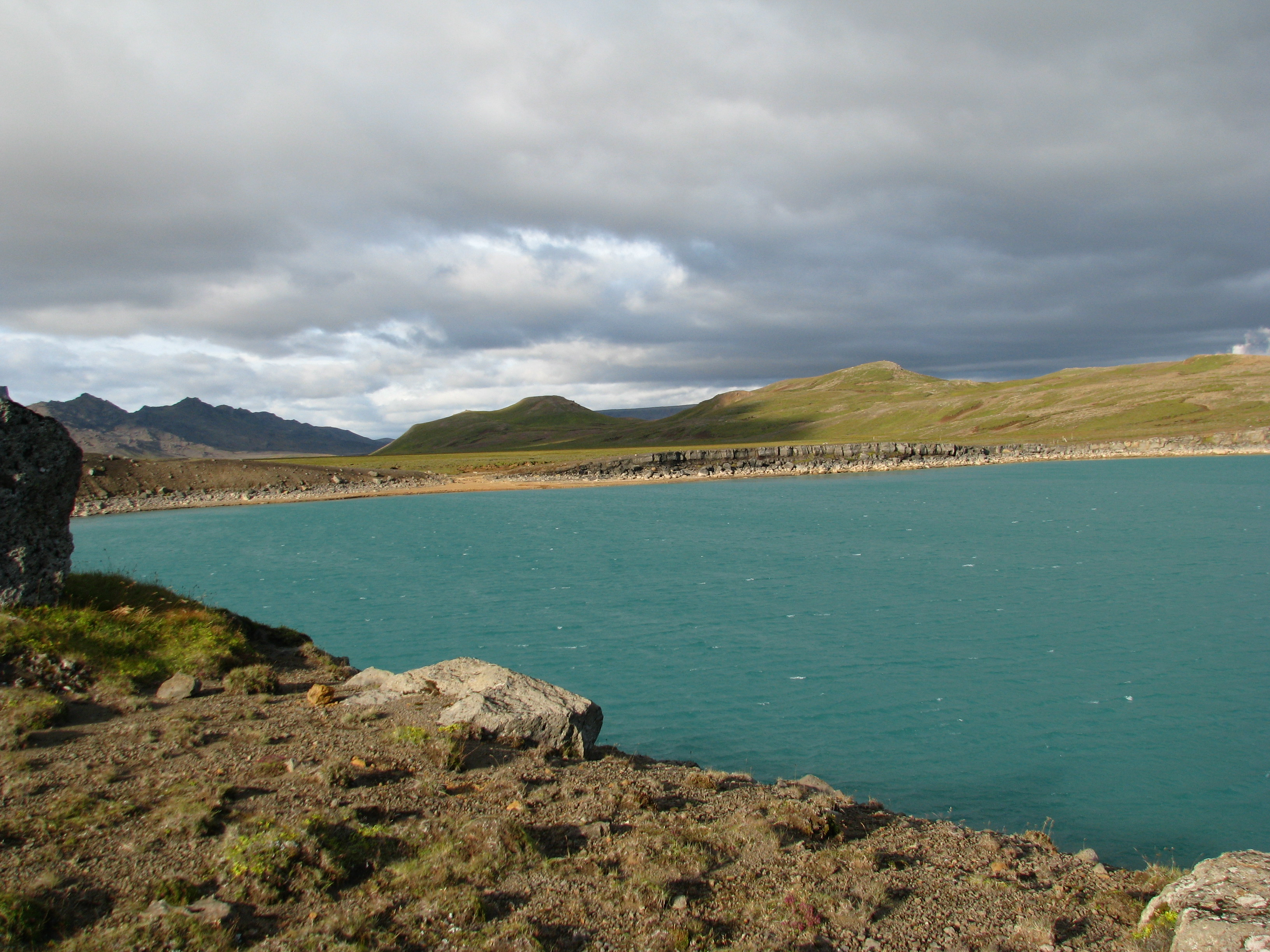
グライナヴァトン (Grænavatn、2009年)
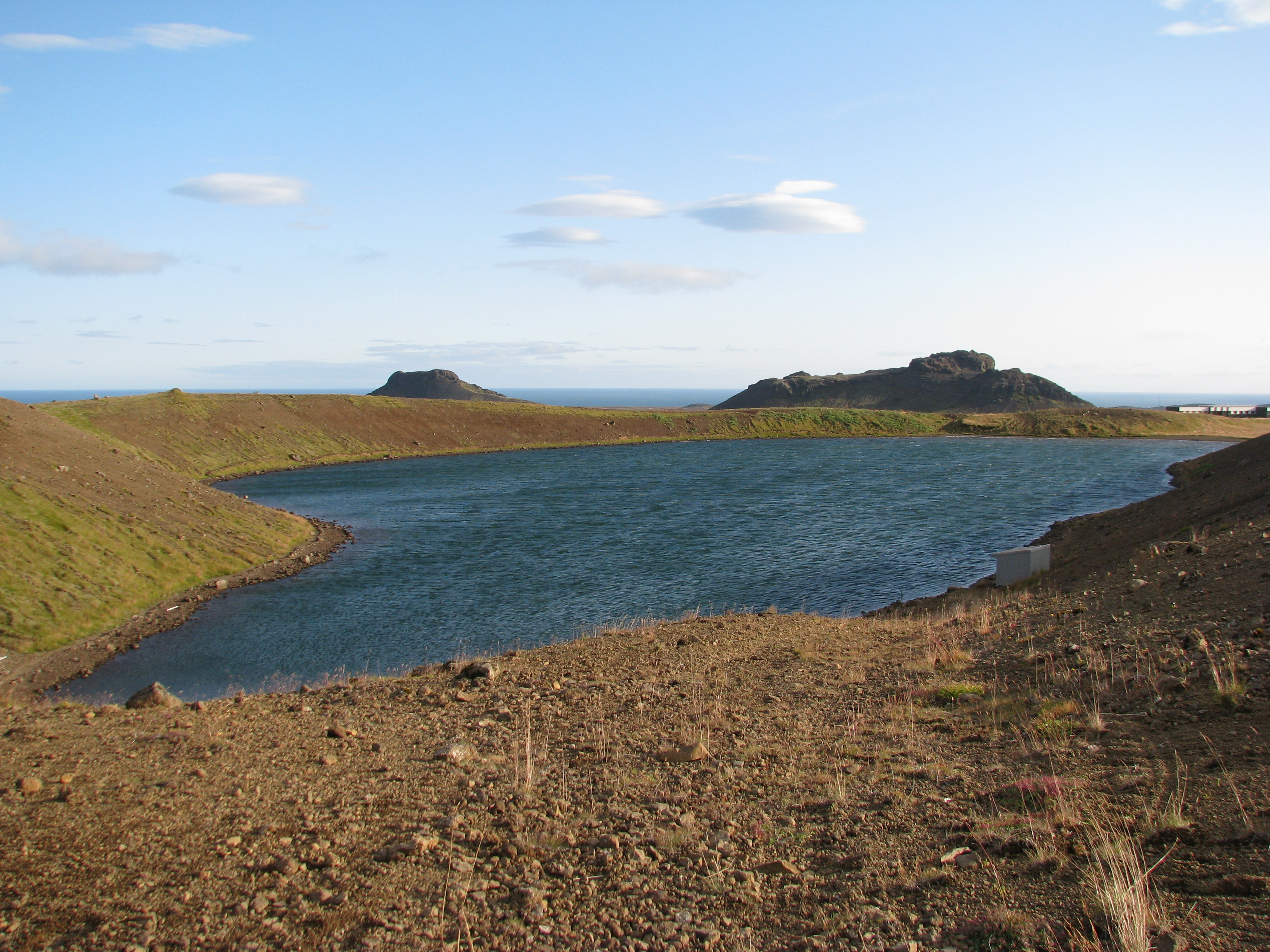
ゲストスタザヴァトン (Geststaðavatn、2009年)
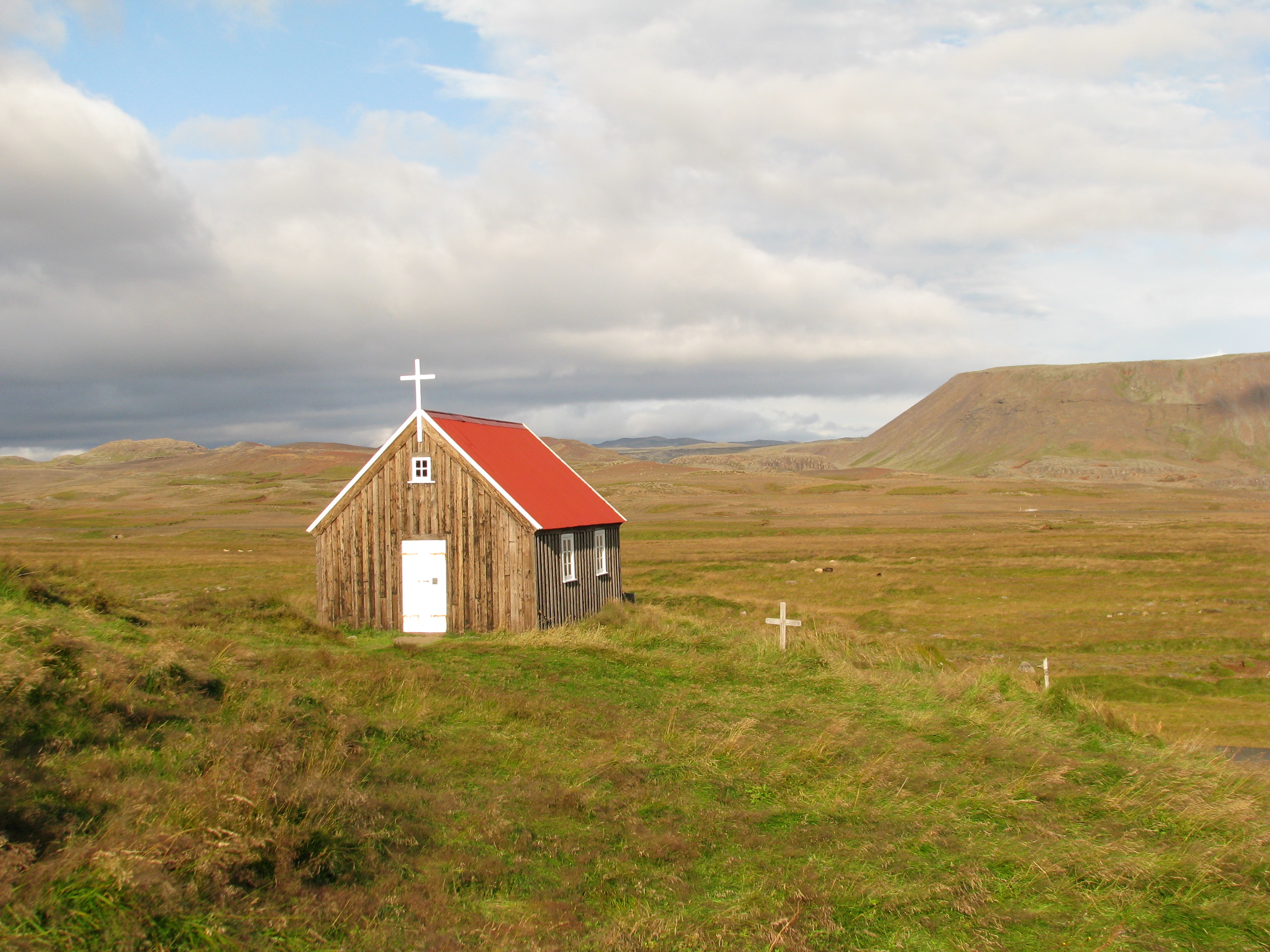
クリースヴィークの教会 (2009年)